# Велика награда Велике Британије 2022.
Велика награда Велике Британије 2022. (званично позната као енгл. Formula 1 Lenovo British Grand Prix 2022) је била трка Формуле 1 одржана 3. јула 2022. на стази Силверстон у Нортемптонширу, Енглеска.
Карлос Саинз је освојио и своју прву пол позицију и победу у Формули 1, испред Серхија Переза и Луиса Хамилтона. Лидер шампионата Макс Верстапен завршио је седми након што је нанео штету на болиду у почетку трке. У трци је дошло до велике несреће са више болида у првом кругу, где се ауто Џоу Гуанјуа преврнуо на зид од гуме који означава границу стазе

## Позадина
Догађај је одржан током викенда од 1. до 3. јула. Била је то десетa трка светског шампионата Формуле 1 2022. То је био 73. пут да се Велика награда Велике Британије одржава, а трка је одржана две недеље након Велике награде Канаде и претходи Великој награди Аустрије.

### Шампионати пре трке
После Велике награде Канаде, Макс Верстапен је предводио шампионат возача са 46 поена испред сувозача Серхија Переза, док је Шарл Леклер био трећи, са још три бода заостатка. Ред бул је предводио шампионат конструктора са 74 бода испред Ферарија. Мерцедес је био на трећем месту иза Ферарија за 40 бодова.

### Учесници
Возачи и тимови су били исти као на листи за пријаву сезоне без додатних резервних возача за трку.

### Избор гума
Добављач гума Пирели је донео смеше гума Ц1, Ц2 и Ц3 (означене као тврде, средње и меке) како би тимови могли да користе на догађају.

## Тренинг
Одржана су три тренинга, сваки у трајању од сат времена. Први је одржана 1. јула и почео је у 13:00 по локалном времену (УТЦ+01:00). Било је кише пре и током тренинга, а тимови су одлучили да не иду на стазу онолико колико би иначе, због предвиђања сувог времена за остатак викенда. Пред крај сесије време се разведрило и стаза је почела да се суши. Одређени број возача је покушао да вози стазу на гумама за суво, укључујући Ланса Строла који се окретао у 9. скретању, заглавивши се у шљунку. Тренинг је обележен црвеном заставом и није настављен. Валтери Ботас је био најбржи, са Луисом Хамилтоном и Карлосом Саинзом на другом и трећем месту.
Други тренинг је одржана 1. јула и почео је у 16:00 часова по локалном времену. Киша се разведрила и тренинг је одржан по сувим условима. Ниједан већи инцидент се није десио, тако да је цео тренинг био под зеленим заставама. Астон Мартин од Себастијана Фетела покупио је нешто на поду током сесије, али се вратио у бокс. Саинз је био најбржи, са Хамилтоном и Ландом Норисом на другом и трећем месту.
Трећи тренинг почео је 2. јула у 12:00 по локалном времену. Није било већих инцидената, тако да је цео тренинг протекао у условима зелене заставе. Макс Верстапен је био најбржи, а Серхио Перез и Шарл Леклер су били на другом и трећем месту.

## Квалификације
Квалификације су почеле 2. јула у 15:00 по локалном времену и трајале су један сат. Сесија је одржана у влажним условима и завршила се тако што је Карлос Саинз узео своју прву пол позицију.

### Квалификациона класификација
| Поз.   | Бр. | Возач            | Конструктор  | Квалификациона времена | Квалификациона времена | Квалификациона времена | Стартна позиција |
| Поз.   | Бр. | Возач            | Конструктор  | К1                     | К2                     | К3                     | Стартна позиција |
| ------ | --- | ---------------- | ------------ | ---------------------- | ---------------------- | ---------------------- | ---------------- |
| 1      | 55  | Карлос Саинз     | Ферари       | 1:40,190               | 1:41,602               | 1:40,983               | 1                |
| 2      | 1   | Макс Верстапен   | Ред бул      | 1:39,129               | 1:40,655               | 1:41,055               | 2                |
| 3      | 16  | Шарл Леклер      | Ферари       | 1:39,846               | 1:41,247               | 1:41,298               | 3                |
| 4      | 11  | Серхио Перез     | Ред бул      | 1:40,521               | 1:42,513               | 1:41,616               | 4                |
| 5      | 44  | Луис Хамилтон    | Мерцедес     | 1:40,428               | 1:41,062               | 1:41,995               | 5                |
| 6      | 4   | Ландо Норис      | Макларен     | 1:41,515               | 1:41,821               | 1:42,084               | 6                |
| 7      | 14  | Фернандо Алонсо  | Алпин        | 1:41,598               | 1:42,209               | 1:42,116               | 7                |
| 8      | 63  | Џорџ Расел       | Мерцедес     | 1:40,028               | 1:41,725               | 1:42,161               | 8                |
| 9      | 24  | Џоу Гуанју       | Алфа Ромео   | 1:40,791               | 1:42,640               | 1:42,719               | 9                |
| 10     | 6   | Николас Латифи   | Вилијамс     | 1:41,998               | 1:43,273               | 2:03,095               | 10               |
| 11     | 10  | Пјер Гасли       | Алфа Таури   | 1:41,680               | 1:43,702               | Н/Д                    | 11               |
| 12     | 77  | Валтери Ботас    | Алфа Ромео   | 1:41,396               | 1:44,232               | Н/Д                    | 12               |
| 13     | 22  | Јуки Цунода      | Алфа Таури   | 1:41,893               | 1:44,311               | Н/Д                    | 13               |
| 14     | 3   | Данијел Рикардо  | Макларен     | 1:41,933               | 1:44,355               | Н/Д                    | 14               |
| 15     | 31  | Естебан Окон     | Алпин        | 1:41,730               | 1:45,190               | Н/Д                    | 15               |
| 16     | 23  | Александер Албон | Вилијамс     | 1:42,078               | Н/Д                    | Н/Д                    | 16               |
| 17     | 20  | Кевин Магнусен   | Хас          | 1:42,159               | Н/Д                    | Н/Д                    | 17               |
| 18     | 5   | Себастијан Фетел | Астон Мартин | 1:42,666               | Н/Д                    | Н/Д                    | 18               |
| 19     | 47  | Мик Шумахер      | Хас          | 1:42,708               | Н/Д                    | Н/Д                    | 19               |
| 20     | 18  | Ланс Строл       | Астон Мартин | 1:43,430               | Н/Д                    | Н/Д                    | 20               |
| Извор: |     |                  |              |                        |                        |                        |                  |

## Трка

### Извештај о трци
Трка је почела у 15:00 по локалном времену 3. јула. Макс Верстапен је на старту преузео вођство од Карлоса Саинза, док је Луис Хамилтон прешао на треће место. Џоу Гуанју и Џорџ Расел су лоше стартовали и Николас Латифи их је претекао. Гасли је покушао да прође између Џоуа и Расела, али се Расел померио на леву страну у покушају да задржи позицију. Након тога Гасли и Расел су успоставили контакт и навели Расела да изгуби контролу и удари Џоуа. Удар је преврнуо Џоуов болид и он је проклизао преко стазе наопако. Његов болид се одбио преко ограде за гуме, ударио у заштитну ограду и зауставио се између ограде и гумене баријере. Као резултат инцидента, Валтери Ботас је мало успорио, због чега је и Александер Албон успорио. Себастијан Фетел је покушао да закочи, али је био преблизу Албона и ударио га је. Албон се окренуо у бетонски зид пита, одбио се назад на стазу и ударили су га Јуки Цунода и Естебан Окон који су добили оштећени, али су могли да се врате у бокс. Међутим Албон није могао да настави. Расел који се окренуо, стао је да помогне редарима код Џоуовог преврнутог болида. Када се вратио до свог болида, није успео да упали мотор и био је приморан да се повуче.
Контрола трке је означила трку црвеном заставом због оба судара. Џоу је извучен из свог Алфа Ромеа и пренет у кола хитне помоћи где је пребачен у тркачки медицински центар. Албон је такође одведен у тркачки медицински центар, али је касније хеликоптером пребачен у болницу у Ковентрију ради посматрања. Обојица су касније пуштени.
На старту је група од седам појединаца из групе климатских активиста „Just Stop Oil” ушла на стазу и села на Велингтон стрејт, нису приказани ни у једном преносу и трка је била означена црвеном заставом због првог инцидента у кривини пре трке код Велингтон страјта. Све особе су уклоњене са стазе и ухапшене. Њихов протест су касније подржали Фернандо Алонсо, Хамилтон и Саинз, иако су сва три возача изјавила да демонстранти нису требали да се излажу ризику од физичке повреде током трке.
Поредак за поновни старт трке био је постављен према редоследу са старта, а не на позицијама на стази, пошто нису сви аутомобили прошли другу линију безбедносних аутомобила пре него што је трка означена црвеном заставицом. Трка је поново почела у 15:56 по локалном времену. Саинз је задржао вођство при поновном старту, али га је надиграо Верстапен када је ДРС омогућен. Верстапен је касније прегазио крхотине, што је резултирало губитком темпа. Верстапен је погрешно проценио да је губитак темпа био пукотина и тако прешао на нове гуме. Ред бул је касније схватио да је оштећење пода изазвало губитак темпа.
Два болида Алфа Таурија окренула су се у 14. кругу, оба су у почетку наставила, али се Гасли касније повукао због оштећења у судару.
Ботас се повукао у 20. кругу због проблема са мењачем и у 26. кругу, Окон је имао проблем са пумпом за гориво и стао је на стази, изазвавшисигурносни аутомобил. Безбедносни аутомобил је омогућио свима да уђу у бокс, осим Шарлу Леклеру, коме је тим рекао да остане на стази. Леклер је водио рестарт, али га је сувозач Саинз брзо прошао. Леклер се потом бранио од Серхија Переза, што је омогућило Хамилтону да их обојицу прође на изласку из последње кривине. Међутим, када је Перез прошао Леклера, поново је претекао Хамилтона на другом месту.
Саинз је први пут у каријери завршио први, док је Перез био други, а Хамилтон трећи и такође је поставио најбржи круг. Леклер је успео да остане испред Алонса на четвртом месту, пошто је овај завршио пети, испред Ланда Нориса. Упркос борби у последњем кругу, Верстапен је задржао Мика Шумахера на осмом месту. Шумахер је први пут у Формули 1 завршио у поенима. Себастијан Фетел је био девети, а Кевин Магнусен десети.

### Тркачка класификација
| Поз.                                                        | Бр. | Возач            | Конструктор  | Кругови | Време/Разлика   | Место | Поени |
| ----------------------------------------------------------- | --- | ---------------- | ------------ | ------- | --------------- | ----- | ----- |
| 1                                                           | 55  | Карлос Саинз     | Ферари       | 52      | 2:17:50,311     | 1     | 25    |
| 2                                                           | 11  | Серхио Перез     | Ред бул      | 52      | +3,779          | 4     | 18    |
| 3                                                           | 44  | Луис Хамилтон    | Мерцедес     | 52      | +6,225          | 5     | 161   |
| 4                                                           | 16  | Шарл Леклер      | Ферари       | 52      | +8,546          | 3     | 12    |
| 5                                                           | 14  | Фернандо Алонсо  | Алпин        | 52      | +9,571          | 7     | 10    |
| 6                                                           | 4   | Ландо Норис      | Макларен     | 52      | +11,943         | 6     | 8     |
| 7                                                           | 1   | Макс Верстапен   | Ред бул      | 52      | +18,777         | 2     | 6     |
| 8                                                           | 47  | Мик Шумахер      | Хас          | 52      | +18,995         | 19    | 4     |
| 9                                                           | 5   | Себастијан Фетел | Астон Мартин | 52      | +22,356         | 18    | 2     |
| 10                                                          | 20  | Кевин Магнусен   | Хас          | 52      | +24,590         | 17    | 1     |
| 11                                                          | 18  | Ланс Строл       | Астон Мартин | 52      | +26,147         | 20    |       |
| 12                                                          | 6   | Николас Латифи   | Вилијамс     | 52      | +32,511         | 10    |       |
| 13                                                          | 3   | Данијел Рикардо  | Макларен     | 52      | +32,817         | 14    |       |
| 14                                                          | 22  | Јуки Цунода      | Алфа Таури   | 52      | +40,910         | 13    |       |
| Оду                                                         | 31  | Естебан Окон     | Алпин        | 37      | Пумпа за гориво | 15    |       |
| Оду                                                         | 10  | Пјер Гасли       | Алфа Таури   | 26      | Штета од судара | 11    |       |
| Оду                                                         | 77  | Валтери Ботас    | Алфа Ромео   | 20      | Мењач           | 12    |       |
| Оду                                                         | 63  | Џорџ Расел       | Мерцедес     | 0       | Судар           | 8     |       |
| Оду                                                         | 24  | Џоу Гуанју       | Алфа Ромео   | 0       | Судар           | 9     |       |
| Оду                                                         | 23  | Александер Албон | Вилијамс     | 0       | Судар           | 16    |       |
| Најбржи круг: Луис Хамилтон (Мерцедес) – 1:30,510 (круг 52) |     |                  |              |         |                 |       |       |
| Извор:                                                      |     |                  |              |         |                 |       |       |

Напомена
- ^1  – Укључује један бод за најбржи круг.[31]

## Поредак шампионата после трке
|   | Поз. | Возач          | Поени |
| - | ---- | -------------- | ----- |
|   | 1    | Макс Верстапен | 181   |
|   | 2    | Серхио Перез   | 147   |
|   | 3    | Шарл Леклер    | 138   |
| 1 | 4    | Карлос Саинз   | 127   |
| 1 | 5    | Џорџ Расел     | 111   |

|  | Поз. | Конструктор | Поени |
|  | ---- | ----------- | ----- |
|  | 1    | Ред бул     | 328   |
|  | 2    | Ферари      | 265   |
|  | 3    | Мерцедес    | 204   |
|  | 4    | Макларен    | 73    |
|  | 5    | Алпин       | 67    |

- Напомена: Само првих пет позиција су приказане на табели.